# Głodne kawałki
Głodne kawałki – pierwszy album studyjny nagrany wspólnie przez piosenkarza Pablopavo i producenta muzycznego Praczasa. Oficjalna premiera albumu odbyła się 25 listopada 2011 roku. Poprzednio Pablopavo wydał dwa albumy z zespołem Pablopavo i Ludziki oraz trzy albumy z zespołem Vavamuffin.

## Lista utworów
1. "Dziw" (saksofon barytonowy, saksofon tenerowy: Marcin Gańko, klarnet: Mariusz Jeka, oud: Mateusz Szemraj, puzon: Adam Kłosiński, trąbka: Rafał Gańko) - 4:29
2. "Stówa" (drumla: Áron Szilágyi, śpiew: Hubert "Spięty" Dobaczewski, Weronika Grozdew-Kołacińska) - 3:56
3. "Głodne kawałki" (gitara akustyczna: Jakub Krojc Pokorski, santoor: Magda Tejchma) - 5:39
4. "Technika gęby" (drumla: Áron Szilágyi) - 3:37
5. "Nie ma roboty" (saksofon barytonowy, saksofon tenerowy: Marcin Gańko, drumla: Áron Szilágyi, trąbka: Rafał Gańko) - 3:19
6. "Szpilki" (saksofon barytonowy, saksofon tenerowy: Marcin Gańko, puzon: Adam Kłosiński, trąbka: Rafał Gańko) - 4:52
7. "Byleby" (drumla: Áron Szilágyi, melodyjka: Radek Polakowski) - 3:28
8. "Kupuj" (saksofon barytonowy, saksofon tenorowy: Marcin Gańko, puzon: Adam Kłosiński, trąbka: Rafał Gańko, tuba: Piotr Janiec, skrzypce: Radek Polakowski) - 4:38
9. "Magnez i wapń" (saksofon barytonowy, saksofon tenerowy: Marcin Gańko, puzon: Adam Kłosiński, trąbka: Rafał Gańko) - 4:11
10. "Zadzwonię i powiem" (oud: Mateusz Szemraj, śpiew: Weronika Grozdew-Kołacińska) - 4:51
11. "Karawany" (akordeon, skrzypce: Radek Polakowski, sitar: Tomek "Ragaboy" Osiecki, tuba: Piotr Janiec) - 4:04
12. "Boczna" (klarnet basowy: Mariusz Jeka, flet, santoor: Magda Tejchma, trąbka: Rafał Gańko) - 6:34